# Afrosymmoca
Afrosymmoca is een geslacht van vlinders van de familie dominomotten (Autostichidae), uit de onderfamilie Symmocinae.

## Soorten
- A. seydeli Gozmány, 1966
- A. straminea Gozmány, 1966